# Sébastien Bourdon

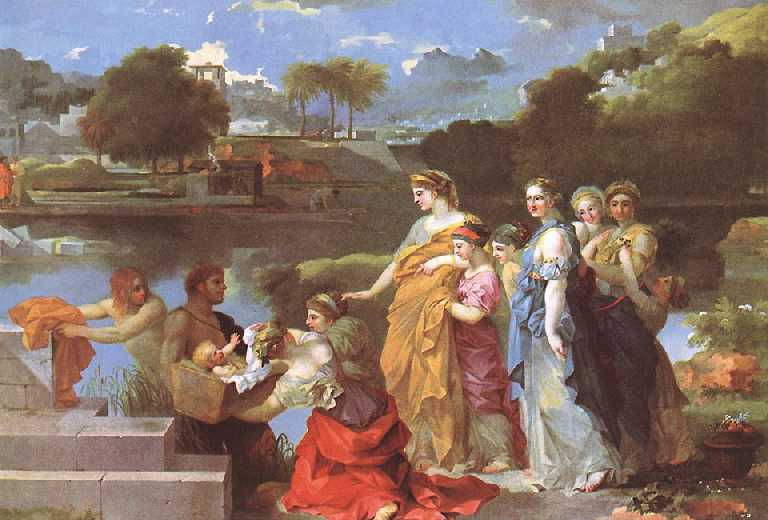
Upphittandet av Mose, cirka 1650.

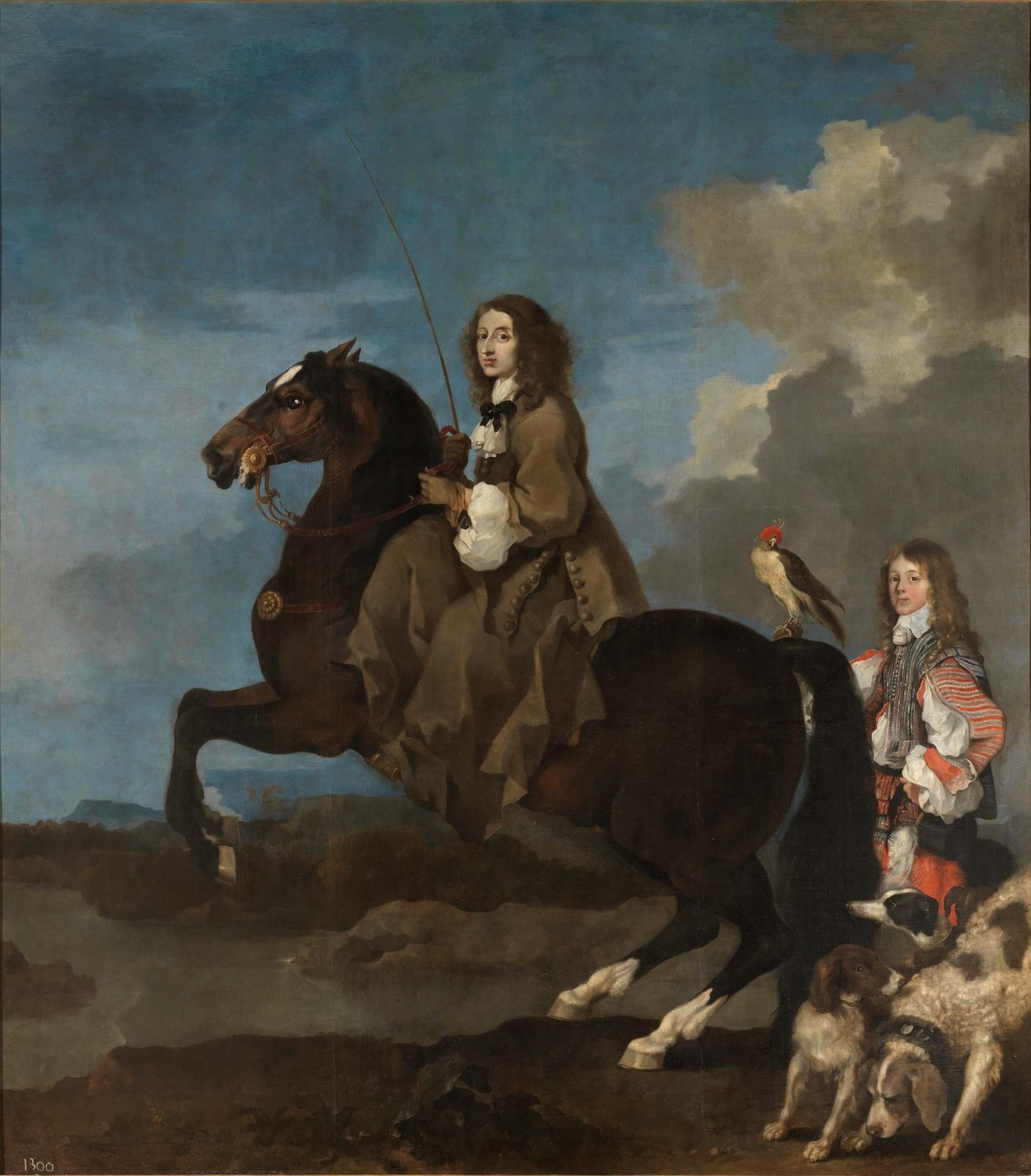
Kristina av Sverige (1653).

Sébastien Bourdon, född 2 februari 1616 i Montpellier, död 8 maj 1671 i Paris, var en fransk målare och gravör under barockepoken. 

## Biografi
Bourdon påverkades under en vistelse i Rom på 1630-talet av Bolognaakademins eklektiska riktning men främst av Nicolas Poussin och Claude Lorrain. Influenser från dessa kan spåras i verk som Simon Magerns fall som idag finns i Montpellier samt flera av hans verk på Louvren. Han målade även i bambocciadmålarnas stil. Han undervisade även därefter vid den 1648 grundade konstakademin i Paris och blev 1655 dess direktor. Bourdon vistades i Stockholm 1652–1653, då han var verksam som hovmålare och porträtterade drottning Kristina, den blivande svenske kungen Karl X Gustav samt Gustaf Gustafsson af Vasaborg. Bourdon är representerad vid bland annat Nationalmuseum i Stockholm.